# Światowy Dzień Dziedzictwa Audiowizualnego
Światowy Dzień Dziedzictwa Audiowizualnego (ang. World Day for Audiovisual Heritage) -  święto obchodzone corocznie 27 października i zatwierdzone przez Organizację Narodów Zjednoczonych do Spraw Oświaty, Nauki i Kultury (UNESCO) na Konferencji Generalnej w 2005 roku.
Dzień obchodów nawiązuje do zaleceń UNESCO z 27 października 1980 dotyczących ochrony i zachowania ruchomych obrazów.
Celem obchodów jest uświadomienie społeczeństwa, że audiowizualizacja takich dokumentów jak filmy, programy radiowe i telewizyjne, nagrania audio oraz wideo, zawierające dokumentalne zapisy wydarzeń z XX i XXI wieku odwołują się bezpośrednio do oka i ucha, do wykształconych i niepiśmiennych ludzi, przekraczając tym samym granice języka i kultury. Dokumenty audiowizualne zmieniły społeczeństwo, stając się stałym i ważnym uzupełnieniem tradycyjnego dokumentu pisanego, który należy chronić przed utratą, jako integralną część tożsamości narodowej.
Dyrektor generalny UNESCO Irina Bokowa w swojej wypowiedzi z okazji IV Dnia Dziedzictwa Audiowizualnego (2010) stwierdziła, że:

Ochrona światowego dziedzictwa audiowizualnego oznacza zachowanie naszej zbiorowej pamięci i zagwarantowanie, że uda się przekazać je następnym pokoleniom. Musimy rozumieć przeszłość, aby kształtować wspólną przyszłość, opartą na dialogu i porozumieniu.

## Obchody
UNESCO po raz pierwszy obchody Światowego Dnia Dziedzictwa Audiowizualnego zorganizowało w 2007 roku. Również Niemcy obchodziły wtedy święto po raz pierwszy ze znaczącym udziałem zbiorów Bundesarchiv (BArch.) powstałego w 1952 roku w Koblencji.
Polska przystąpiła do obchodów w 2008 roku. Z tej okazji Instytut Pamięci Narodowej zorganizował konferencję poświęconą roli fotografii w nowoczesnym archiwum. W 2010 Narodowy Instytut Audiowizualny zaprezentował nieznane dotąd zdjęcia Warszawy.
Hasłem obchodów 2010 roku było „Zapisz i delektuj się dziedzictwem audiowizualnym - teraz!” (ang. Save and Savour your Audiovisual Heritage - Now!)